# ماتيو دوناتي
ماتيو دوناتي (بالإيطالية: Matteo Donati)‏ مواليد 28 فبراير 1995 في ألساندريا، هو لاعب كرة مضرب إيطالي يلعب باليد اليمنى ويحتل حالياً المرتبة رقم. 180 (1 فبراير 2016) في تصنيف رابطة محترفي كرة المضرب. أعلى تصنيف له في الفردي كان المركز الـ 159 في سنة 2015. أعلى تصنيف له في الزوجي كان المركز الـ 296 في سنة 2016.

## الخط الزمني للفردي
مفتاح
| ف | ن | ن.ن | ر.ن | د# | د.م | ل | أ.أ | ت | غ | ب | ف | ذ | م.خ | ل.ت |

(ف) فاز بالبطولة (ن) وصل النهائي (ن.ن) نصف النهائي (ر.ن) ربع النهائي (د#) الأدوار الأربعة الأولى (د.م) دور المجموعات (ل) شارك في كأس ديفيز (أ.أ) خرج من الأدوار الاولى (ت) خسر التصفيات التأهيلية (غ) غاب عن الحدث أو البطولة (ب) حصل على ميدالية برونزية (ف) حصل على ميدالية فضية (ذ) حصل على ميدالية ذهبية (م.خ) بطولة الماسترز خُفضت إلى مرتبة أقل (ل.ت) البطولة لم تعقد في السنة المعينة.
لتجنب الارتباك وازدواجية الحساب، يتم تحديث هذه المعلومات إما في نهاية البطولة، أو عندما تكون مشاركة اللاعب في البطولة قد انتهت.
| دورات الجراند سلام |     |       |     |
| أستراليا المفتوحة  | غ   | 0 / 0 | 0–0 |
| فرنسا المفتوحة     | غ   | 0 / 0 | 0–0 |
| ويمبلدون           | ت3  | 0 / 0 | 0–0 |
| أمريكا المفتوحة    | ت1  | 0 / 0 | 0–0 |
| فوز-خسارة          | 0–0 | 0 / 0 | 0–0 |

## روابط خارجية
- ماتيو دوناتي على موقع رابطة محترفي التنس (الإنجليزية)
- ماتيو دوناتي على موقع الاتحاد الدولي لكرة المضرب (الإنجليزية)
- ماتيو دوناتي على موقع خلاصة التنس.كوم (الإنجليزية)
- ماتيو دوناتي على موقع إي إس بي إن.كوم (الإنجليزية)